# Wywoływacz fotograficzny
Wywoływacz fotograficzny – mieszanina związków chemicznych, służąca do przekształcenia obrazu utajonego na naświetlonym materiale światłoczułym w obraz powstały z przetworzonej substancji światłoczułej. Proces ten nazywamy wywoływaniem i zachodzi on najczęściej w kąpieli fotograficznej sporządzonej jako roztwór wywoływacza. Istnieje wiele różnych wywoływaczy, służących do wywoływania różnorodnych materiałów światłoczułych, a także do uzyskiwania zróżnicowanych efektów w obrębie jednego materiału (np. określonego stopnia kontrastowości, ziarnistości lub akutancji).
W skład wywoływacza wchodzi podstawowa substancja wywołująca (redukująca) oraz szereg substancji przyspieszających, konserwujących i przeciwzadymiających. 
W srebrowej fotografii czarno-białej do najczęściej stosowanych substancji wywołujących należą metol, hydrochinon, fenidon, paraaminofenol (Rodinal). 
Kąpiele wywołujące mają zazwyczaj odczyn wyraźnie zasadowy. Głównymi parametrami odpowiedzialnymi za sposób działania danego wywoływacza, a przez to określającymi czas trwania kąpieli, są stężenie roztworu i temperatura. 

## Odmiany
- Hydrofen
- Glicyna